# Malaza
Malaza là một chi bướm ngày thuộc họ Bướm nâu.